# Blaine Ridge-Davis
Blaine Ridge-Davis (Londra, 7 maggio 1999) è un'ex pistard ed ex ciclista di BMX britannica.

## Palmarès

### Pista
- 2019

Campionati britannici, Velocità a squadre (con Shanaze Reade)
- 2020

Campionati britannici, Velocità a squadre (con Millicent Tanner)

### BMX
- 2017

Campionati europei, Prova Junior

## Piazzamenti

### Competizioni mondiali
- Campionati del mondo su pista

Roubaix 2021 - Velocità a squadre: 3ª
Roubaix 2021 - Velocità: 20ª

### Competizioni europee
- Campionati europei su pista

Gand 2019 - Velocità a squadre Under-23: 3ª
Gand 2019 - Velocità Under-23: 6ª
Gand 2019 - 500 metri a cronometro Under-23: 7ª
Gand 2019 - Keirin Under-23: 9ª
Plovdiv 2020 - Velocità a squadre: 2ª
Apeldoorn 2021 - Velocità a squadre Under-23: 2ª
Apeldoorn 2021 - Velocità Under-23: 5ª
Apeldoorn 2021 - Keirin Under-23: 11ª
Grenchen 2021 - Velocità a squadre: 4ª
Grenchen 2021 - Velocità: 11ª